# Andreas Ehrig
Andreas Ehrig (* 20. října 1959 Langenbernsdorf) je bývalý východoněmecký rychlobruslař.
Na mezinárodní scéně startoval od roku 1977, kdy se poprvé představil na seniorském Mistrovství Evropy. Zúčastnil se Zimních olympijských her 1980 (1500 m – 9. místo, 5000 m – 10. místo, 10 000 m – 8. místo) a 1984 (1500 m – 5. místo, 5000 m – 4. místo, 10 000 m – 11. místo). Na Mistrovství Evropy 1984 skončil čtvrtý, z vícebojařského světového šampionátu si téhož roku přivezl stříbrnou medaili. Poslední závod absolvoval počátkem roku 1985.
Jeho manželkou je bývalá rychlobruslařka Andrea Ehrigová-Mitscherlichová.